# Heterocladius abyssetes
Heterocladius abyssetes is een eenoogkreeftjessoort uit de familie van de Eudactylinidae. De wetenschappelijke naam van de soort is voor het eerst geldig gepubliceerd in 1988 door Deets & Ho.